# Little Lies
"Little Lies" is een nummer van de Britse rockgroep Fleetwood Mac. Het is geschreven door de zangeres en toetsenist van de band, Christine McVie en haar toenmalige echtgenoot Eddy Quintela. Het nummer werd in augustus 1987 eerst op single uitgebracht in de EU, de VS,  Canada, Australië en Nieuw-Zeeland en in september in Japan. Het nummer is gezongen door McVie en behoort tot het album Tango in the Night, eveneens uit 1987.

## Achtergrond
Het is een van de grootste hits van Fleetwood Mac en de plaat werd wereldwijd een hit. In thuisland het Verenigd Koninkrijk werd de 5e positie in de UK Singles Chart bereikt, in Ierland de 4e, de Verenigde Staten de 4e positie in de Billboard Hot 100, in Canada de 13e, Finland de 3e, Australië de 16e, Nieuw-Zeeland de 9e, Duitsland en Zwitserland de 3e, Zuid-Afrika de 22e en in Polen bereikte de plaat zelfs de nummer 1-positie. 
In Nederland was de plaat op maandag 14 september 1987 de 393e AVRO's Radio en TV-Tip op Radio 3 en werd een radiohit in de destijds twee hitlijsten op de nationale publieke popzender. De plaat bereikte de 10e positie in zowel de Nederlandse Top 40 als de Nationale Hitparade Top 100 en was tevens de laatste plaat (tot op heden) van Fleetwood Mac, welke de top 10 in Nederland bereikte. In de Europese hitlijst op Radio 3, de TROS Europarade, werd géén notering behaald, aangezien deze lijst op donderdag 25 juni 1987 voor de laatste keer werd uitgezonden.
In België bereikte de plaat de 14e positie in zowel de voorloper van de Vlaamse Ultratop 50 als de Vlaamse Radio 2 Top 30. In Wallonië werd géén notering behaald.  
Christine McVie zingt over het erkennen dat een relatie mislukt is, maar dat iemand niet bereid is dat in te zien.
Sinds december 2000 staat de plaat onafgebroken genoteerd in de jaarlijks uitgezonden NPO Radio 2 Top 2000 van de Nederlandse publieke radiozender NPO Radio 2, met als hoogste notering een 226e positie in 2022 (wegens het overlijden van bandlid Christine McVie).

## NPO Radio 2 Top 2000
| Nummer met noteringen in de NPO Radio 2 Top 2000 | '00 | '01 | '02  | '03  | '04  | '05  | '06  | '07  | '08  | '09  | '10  | '11  | '12  | '13 | '14 | '15  | '16 | '17 | '18 | '19 | '20 | '21 | '22 | '23 | '24 |
| ------------------------------------------------ | --- | --- | ---- | ---- | ---- | ---- | ---- | ---- | ---- | ---- | ---- | ---- | ---- | --- | --- | ---- | --- | --- | --- | --- | --- | --- | --- | --- | --- |
| Little Lies                                      | 800 | 964 | 1016 | 1560 | 1358 | 1374 | 1458 | 1857 | 1486 | 1455 | 1464 | 1263 | 1098 | 877 | 836 | 1003 | 913 | 861 | 622 | 629 | 532 | 534 | 226 | 390 | 424 |

1. ↑  Een vetgedrukt getal geeft de hoogste notering aan.
2. ↑  2000 was het eerste jaar met een notering voor dit nummer.